# Stirojoppa thoracica
Stirojoppa thoracica är en stekelart som först beskrevs av Joseph Kriechbaumer 1898.  Stirojoppa thoracica ingår i släktet Stirojoppa och familjen brokparasitsteklar. Inga underarter finns listade i Catalogue of Life.